# Wipeout Pulse
Wipeout Pulse è un videogioco di corse futuristiche, uscito nel 2007 per PlayStation Portable, seguito diretto di Wipeout Pure (anch'esso per PSP). Il gioco è stato pubblicato dalla Sony Computer Entertainment e sviluppato dalla SCE Studios Liverpool.
Due anni dopo, nel 2009, ne esce una versione per PlayStation 2, con grafica adeguata agli standard della console fissa e già contenente tutti i DLC scaricabili per la controparte portatile.

## Modalità di gioco
Il campionato rappresenta la modalità principale del gioco: suddivisa in sedici serie, ognuna di esse comprende poi sfide di vario genere, da semplici gare singole fino alle prove a tempo. Nell'ambito multiplayer, invece, è possibile gareggiare fino a otto giocatori tramite modalità "ad hoc", via Internet oppure su rete locale (LAN).
Tra le nuove aggiunte rispetto al capitolo precedente, emerge la Photo Mode, con cui è possibile creare innumerevoli immagini delle proprie vetture durante ogni momento della gara o della competizione in corso.
La versione per PSP del gioco inoltre permette di caricare livree personalizzate per le vetture di gioco, livree fatte mediante l'apposito editor immagini sul sito www.wipeout-game.com (ora chiuso).

## Tracciati
Come in ogni altro capitolo della serie, anche qui le piste sono del tutto immaginarie; tuttavia esse si trovano in luoghi realmente esistenti, naturalmente rivisti in chiave futuristica in quanto il gioco è ambientato nel 2207.
Ogni circuito è presente in due varianti: "White" e "Black". La variante White del circuito è quella normale mentre la variante Black viene percorsa al contrario e talvolta presenta differenze sostanziali nel tracciato.
- Talon's Junction

Un centro di ricerca energetico situato nella Brecon Beacons che il governo ha dovuto esporre all'occhio pubblico a seguito di un incidente sul sito. Il circuito è caratterizzato da un giro della morte conosciuto come "Concordia Loop".
- Moa Therma

Un'isola artificiale per la gente d'élite costruita sulle coste della Sicilia dove si passa per colline di tracciato magnetico e un peculiare loop orizzontale che funge da dinamo per l'elettricità del posto.
- Metropia

Un circuito situato nel cuore del distretto finanziario di Neo Kyoto dove si viaggia destreggiando tra i grattacieli.
- Arc Prime

Un villaggio costruito nei pressi di Seattle dove le comunicazioni e la divulgazione di informazioni è costantemente vigilato dal personale.
- De Konstruct

Concepito sui resti di Ginevra, questa pista passa per la torre radio ECS con una particolare sezione magnetica a U.
- Tech De Ra

In origine una fattoria idroponica, venne riadattata come centrale per l'energia solare prima di essere alterata per le corse antigravitazionali.
- The Amphiseum

Un tracciato costruito durante l'espansione di Las Vegas, creato apposta per l'intrattenimento del pubblico.
- Fort Gale

Una base chiamata così per il clima tempestoso e la presenza di macchine per il meteo. I lunghi rettilinei la rendono l'ideale per dare sfogo alle armi.
- Basilico

Una città della Nuova Scozia abbandonata a causa dello scoppio epidemico di un ceppo di peste. Da allora si corre per vie abbandonate, una fabbrica in disuso e il pubblico in formato digitale.
- Platinum Rush

Un paradiso utopico situato in una landa bonificata della Groenlandia creata da un gruppo di filantropi con ambizioni utopistiche, dove i piloti sfrecciano per la monorotaia e il centro di eugenica.
- Vertica

Un paradiso tropicale luogo delle ultime barriere coralline ancora intatte. Per questo l'ingresso sugli spalti è riservato soltanto a una strettissima cerchia di élite. Pista molto veloce caratterizzata da spirali e due sezioni magnetiche verticali.
- Outpost 7

Un centro comunicazioni localizzato in un'area fredda e remota della Finlandia. Singolari sono lo stretto ponte che sorvola sul tracciato e le due curve a V che affiancano le torri satellite.
- Edgewinter (espansione)

Una metropoli fluttuante situata attualmente nell'atollo delle Midway e che, nel momento della corsa, viene attraversato da una violenta tempesta.
- Orcus (espansione)

Una base sotterranea d'emergenza costruita nelle profondità dell'Alaska dove gli ufficiali residenti aspettano con ansia il fatidico giorno che cade la bomba. Per questo vedono la gara come una distrazione
- Vostok Reef (espansione)

Un tracciato costruito interamente sott'acqua, per la esattezza nei pressi dell'isola di Vostok che è stata a sua volta una località di gara.
- Gemini Dam (espansione)

Sede centrali delle maggiori reti di scambio del Nord Africa. Questo circuito passa per l'impianto di purificazione dell'acqua e per i quartieri adiacenti.

## Tracce audio
La colonna sonora è ancora una volta basata su musiche techno ma, diversamente da quanto accadeva in passato, gli artisti scelti per comporre i brani sono molto più numerosi e vari di prima, garantendo così una maggiore varietà nei suoni.
- Aphex Twin - Fenix Funk 5 (Wipeout Mix)
- Booka Shade - Steady Rush
- B-Phreak - Break Ya Self (Wipeout Remix)
- DJ Fresh - X-Project (100% Pure Mix)
- Dopamine - Flat-Out
- Ed Rush, Optical & Matrix - Frontline
- Kraftwerk - Aero Dynamik
- Loco Dice - City Lights
- Mason - Exceeder (Special Mix)
- Mist - Smart Systems
- Move Ya! & Steve Lavers - Chemical
- Noisia - Seven Stitches
- Rennie Pilgrem & Blim - Slingshot
- Shlomi Aber & Guy Gerber - Sea of Sound (Wipeout Mix)
- Stanton Warriors - Tokyo

## Accoglienza
La rivista Play Generation lo classificò come la terza conversione più indegna tra i titoli disponibili su PlayStation 2.